# Thomas Durchschlag
Thomas Durchschlag (* 1974 in Oberhausen) ist ein deutscher Filmregisseur und Drehbuchautor.

## Leben
Aufgewachsen in Mülheim an der Ruhr hat er 1994 das Abitur bestanden und anschließend Philosophie und Soziologie an der Universität Duisburg angefangen zu studieren, was von 1995 bis 2001 durch ein Kommunikationsdesign-Studium an der Universität Essen abgelöst worden ist. Von 2001 bis 2003 studierte er an der Kunsthochschule für Medien Köln Film und Fernsehen.

## Filmografie
als Regisseur
- 2002: Nachts (Kurzfilm)
- 2003: Zwei (Kurzfilm)
- 2003: Eine Sommergeschichte (Kurzfilm)
- 2004: Allein
- 2007: Notruf Hafenkante (Fernsehserie, 5 Folgen)
- 2009: Der Landarzt (Fernsehserie, 5 Folgen)
- 2011: Holger sacht nix
- 2014: Heiter bis tödlich: Koslowski & Haferkamp (Fernsehserie, 4 Folgen)
- 2016: Rentnercops (Fernsehserie ARD, 4 Folgen)
- 2017: Ich gehöre ihm
- 2017: Rentnercops (Fernsehserie ARD/WDR, 4 Folgen)
- 2017: Tierärztin Dr. Mertens (Fernsehserie ARD/MDR, 4 Folgen)
- 2018: Rentnercops (Fernsehserie ARD/WDR, 4 Folgen)
- 2019: Rentnercops (Fernsehserie ARD/WDR, 4 Folgen)
- 2019: Stralsund: Doppelkopf
- 2021: Friesland: Haifischbecken
- 2021: Friesland: Bis aufs Blut
- 2022: Breisgau – Nehmen und Geben (Fernsehreihe)

als Drehbuchautor
- 2004: Allein

## Auszeichnungen
- 2004 – Ruhrpreis für Kunst und Wissenschaft
- 2005 – Förderpreis des Landes Nordrhein-Westfalen für junge Künstlerinnen und Künstler
- 2007 – Adolf-Grimme-Preis 2007: Mercedes-Benz-Förderstipendium